# Collijnpriset
Collijnpriset utdelas årligen av Svensk biblioteksförening till den student som skrivit fjolårets bästa uppsats inom biblioteks- och informationsvetenskap och som är av allmänt intresse för forskningsbibliotek och informationsförsörjningen till högre utbildning, forskning och utveckling. 
Priset instiftades 1995 för att hedra Isak Collijn, riksbibliotekarie och initiativtagare till att Svenska bibliotekariesamfundet grundades 1921.

## Pristagare
- 1996 Magdalena Svanberg för uppsatsen Att organisera kunskap: en fallstudie i strukturering och klassificering av språkvetenskap.
- 1997 Lotta Åstrand och Anna Brümmer för uppsatsen Biblioteken på Internet.
- 1998 Jesper Ducander för uppsatsen Quo vadis bibliotekarie? – bibliotekarierollen utifrån en analys av de fyra utbildningarna i biblioteks- och informationsvetenskap i Sverige.
- 1999 Johanna Nilsson för uppsatsen Informationssökning på Internet : att välja verktyg.[3]
- 2000 Marita Fagerlind och Gunilla Gisselqvist för uppsatsen Metadata enligt Dublin Core : tillämpningar och konsekvenser i de svenska kvalitetssöktjänsterna SAFARI, Svenska miljönätet och Svesök.[4]
- 2001 Henrik Schmidt och Anna Åkerberg för uppsatsen Ny form för framtiden? Uppfattningar om identiteten hos de nya högskolebiblioteken i Malmö och på Södertörn.[5]
- 2002 Linda Karlsson för uppsatsen Högskolebiblioteket i den pedagogiska processen.[6]
- 2003 Lars Jonsson för uppsatsen Söktjänster för akademisk bruk - en utvärdering av Google och Argos med frågor från en akademisk ämnesdisciplin.[7]
- 2004 Erika Savoca för uppsatsen Indexering av skönlitteratur på forskningsbibliotek - skönlitteraturen i svenska doktorsavhandlingar.[8]
- 2005 Marcus Westlind för uppsatsen Den senaste utvecklingen inom katalogisering och dess påverkan av ny teknologi.[9]
- 2006 Jenny Kihlén och Anna Strid för uppsatsen Lika barn leka bäst? Om kvinnliga doktoranders vägar till information.[10]
- 2007 Ebba Ruhe och Anneli Åström för uppsatsen Prestige, karriär och Open Access : forskares syn på publicering i vetenskapliga tidskrifter.[11][12]
- 2008 Björn Hellqvist för uppsatsen Bibliometri och humaniora – en bibliometrisk analys av litteraturvetenskapen.[13][14]
- 2009 Maria Bergström för uppsatsen Att katalogisera en specialsamling med hjälp av TEI. En metodprövande studie utförd på Swedenborgsarkivet i Kungl. Vetenskapsakademien.[15][16]
- 2010 Johanna Dalmalm för uppsatsen Det finns något slags Open Access där ute: En idé- och ideologianalys av bibliotekariers förhållningssätt till Open Access vid sex forskningsinstitut.[17][18]
- 2011 Peter Andersson och Josephine Edh för uppsatsen Konsten att klicka rätt – en undersökning av sjukgymnaststudenters användning av Medicinska fakultetsbibliotekets webbplats.[19][20]
- 2012 Ulrika Karlsson och Hanna Söderblom för uppsatsen The Internet Giant – En diskusteoretisk analys av mediedebatten i USA kring Google Search.[21][22]
- 2013 Malene Jensen för uppsatsen Mer än bara fjärrlån? – en kvalitativ studie om hur bibliotekarier vid Lunds universitet ser på sitt arbete med forskarstöd.[23][24]
- 2014 Henrik Wallheim för uppsatsen Katalogen som tolkningsredskap: Bibliografiska relationer i Resource Description and Access (RDA), med särskild hänsyn till operationaliseringsproblem.[25][26]
- 2015 Martin Persson för uppsatsen Diskursiv friktion mellan öppenhet och auktoritet: En arkeologisk undersökning av bibliotekspolicyer för delning av bibliografiska data på den semantiska webben.[27]
- 2016 Charlotte Högberg för uppsatsen The Power Over Private Information in Big Data-Society: Power Structures of User-generated Data Manifested by Privacy and Data Policies.[28][29]
- 2017 Hayri Dündar för uppsatsen Digital Library evaluation in Swedish academic libraries: A critical study.[30][31]
- 2018 Magnus Annemark för uppsatsen Open Access och Big Business Hur Open Access blev en del av de stora förlagen.[32][33]
- 2019  Karin Sandqvist för uppsatsen Dataartikelns roll i vetenskaplig kommunikation En intervjustudie med forskare vid svenska universitet.[34][35]
- 2020 Anna Hallpers för uppsatsen Allt förändras och förändringarna kommer att fortsätta. Om synen på digitalisering och det digitala imperativet.[36][37]
- 2021 Carl-Marcus Melin för uppsatsen Bland anonyma kvinnor, oidentifierade män och okända par. En studie om hur kön, genus och queer närvaro aktualiseras via bildkatalogiseringens praktik.[38][39]
- 2022 Molly Zimmerman-Feeley för uppsatsen What’s in the news? A Critical Discourse Analysis of Czech-Language News Stories About Covid-19 Mis- and Disinformation.[40][41]
- 2023 Alexander Björklund Hammar för uppsatsen (Åter)skapad text? En studie om textkritikers informationsbehov, konjekturer och editionsskapande i ett digitalt sammanhang.[42][43]
- 2024 Maud Guichard-Marneur för uppsatsen Catalogue Across Languages? The opportunities and challenges of the multilingual Online Public Access Catalogue as an interface between librarians and endusers.[44]